# Palaeictops
Palaeictops is een geslacht van uitgestorven zoogdieren uit de Leptictida. Dit dier leefde tijdens het Paleoceen en Eoceen in Noord-Amerika.

## Fossiele vondsten
Fossielen van Palaeictops zijn gevonden in de Verenigde Staten en Canada. De oudste vondsten dateren mogelijk uit de North American Land Mammal Age Puercan en het geslacht overleefde tot in het Duchesnean. Naast delen van het gebit zijn van Palaeictops ook gedeeltelijke skeletten en schedels gevonden.

## Kenmerken
Palaeictops had met een geschat gewicht van 200 gram het formaat van een bruine rat. De tanden hadden kleinere en rondere kronen dan die van de insectivore verwant Prodiacodon en wijzen er op dat Palaeictops meer een omnivoor was. De voorpoten waren relatief kort, terwijl de achterpoten lang en slank waren. Het scheenbeen en kuitbeen waren vastgegroeid. Dit kenmerk leidt tot een lichter gewicht van de achterpoot en een beperking in de draaiing en buiging van de voet, een aanpassing die ook voorkomt bij hedendaagse zoogdieren die zijn aangepast aan snel bewegen. Palaeictops bewoog zich vermoedelijk met name op vier poten voort, maar kon vermoedelijk ook op hoge snelheid op de achterpoten springen zoals hedendaagse springspitsmuizen. De voorpoten waren aangepast om te graven en waarschijnlijk leefde Palaeictops in holen.